# Robert Beltran
Robert Adame Beltran, född 19 november 1953 i Bakersfield, Kalifornien, är en amerikansk skådespelare.
Beltrans föräldrar kommer från Mexiko men han och hans sju bröder och två systrar är födda i USA. Han tog examen vid Fresno State University med inriktning på konst och teater. Efter sin examen var han med och startade en teatergrupp som spelade teater för de fattiga i östra Los Angeles. Även om Beltran har varit med i många olika tv-serier, som till exempel Miami Vice, Mord och inga visor och Kiss Me a Killer, tycker han bäst om att spela teater. På sin fritid brukar han läsa, resa och utöva någon sport. Han är bosatt i Los Angeles.

## Filmografi
- Fire Serpent (2007)
- Luminarias (1999)
- Managua (1995)
- Nixon (1995)
- 1995 – Star Trek: Voyager (TV-serie) - 170 avsnitt
- State of Emergency (1994)
- Shadow Hunter (1993)
- Miss Stormy - Privatdeckare (1992)
- En mördares kyss (1991)
- The Chase (1991)
- Operation Crackdown (1991)
- Lösaktiga affärer (1989)
- Gaby (1987)
- Slamdance (1987)
- Latino (1985)
- The Mystic Warrior (1984)
- Hotet från rymden (1984)
- Utvikningsmördaren (1984)
- Streethawk (1984)
- Smaklig måltid (1983)